# Leo Voormolen
Leendert (Leo) Voormolen (Rotterdam, 5 augustus 1943 - 27 september 2008) was een Nederlands beeldend kunstenaar.
Voormolen was een autodidact kunstenaar die vanuit de grafische vormgeving zich ontwikkelde tot een schilder van 'plat werk'. Hij maakte gebruik van latexverf. Zijn werk ontstond veelal in twee stadia. Hij begon met een werktekening, een kleine versie van het uiteindelijke schilderij. Deze werkte hij uit tot een schilderij. Daarnaast gebruikte hij kleurverlopen van licht naar donker en vice versa. De benodigde kleuren mengde hij zelf volgens een door hemzelf ontwikkelde mengformule. 
Voormolens eerste reeks werken, in de jaren 70 van de 20e eeuw, bestond uit geabstraheerd vrouwelijk en mannelijk naakt gemaakt van latex op board en hout. Daarna volgden de zogenaamde 'knoppen', abstracte ontwerpen waarin het centreren en creëren van licht een grote rol speelde. Tijdens deze periode ontstond een voor hem kenmerkende manier van schilderen. De verf bracht hij aan op linnen door middel van een combinatie van het gebruik van de zogenaamde 'trekpen' en het penseel. Deze techniek maakte het nodig plat te werken. Door het gebruik van latex moest het schilderij meerdere keren geheel worden opgebracht om de dekking van de verf volledig te krijgen. Dit was een arbeids- en tijdsintensieve manier van schilderen, waardoor het vervaardigen van één schilderij enkele maanden duurde.
Na de reeks 'knoppen' ging Voormolen begin jaren 80 over op composities van blokjes en lijnen, waarin hij door middel van kleurverloop van licht naar donker lichtbronnen in het werk aanbracht. De werktekeningen werden werken op zich, waardoor zijn werken uit zowel tekeningen op papier achter glas als schilderijen op linnen gingen bestaan. De benodigde kleurtinten om tot een licht-donkerverloop te komen, mengde hij zelf. In de loop van de jaren 80 verving hij de blokjes door meer plastische golvende vormen, maar met behoud van de kleurverlopen en de creatie van licht.  Eind jaren 80 begin jaren 90 van de 20e eeuw maakten de kleurverlopen plaats voor harde kleuren en eenvoudige abstracte vormen. Na het plotselinge overlijden van zijn echtgenote Gerda in 1993 verdween zijn inspiratie en stopte zijn productie.
De kenmerken van Voormolens werk zijn: licht, kracht, explosiviteit, perfectionisme, oppositie en een zekere mate van spiritualiteit. Zijn inspiratie haalde hij uit onder meer zijn jeugd, kinderen en echtgenote, maar ook de strijd tegen pijn. Hij leed aan extreme wederkerende hoofdpijnen. Een rode lijn door zijn leven vormde ook zijn liefde voor de undergroundscene van de grote stad en de muziek: de idealen en de concerten in het kleine clubcircuit, van hippie in de jaren 60 tot en met de punk van de jaren 70 en 80. Hij typeerde zijn eigen werk ook wel als 'Artcore', verwijzend naar de relatie tussen rebelse muziek en de beoogde krachtuitingen in zijn werk.